# Treffort
Treffort ist eine französische Gemeinde mit 258 Einwohnern (Stand: 1. Januar 2022) im Département Isère in der Region Auvergne-Rhône-Alpes (vor 2016 Rhône-Alpes). Sie gehört zum Arrondissement Grenoble und zum Kanton Matheysine-Trièves. Die Einwohner werden Treffortins genannt.

## Geographie
Die Gemeinde Treffort liegt etwa 28 Kilometer südsüdwestlich von Grenoble am Rand des Vercors-Massivs am Übergang zur Landschaft Trièves. Im Osten begrenzt der Fluss Drac, der hier zum Lac de Monteynard aufgestaut wird, die Gemeinde. Umgeben wird Treffort von den Nachbargemeinden Sinard im Norden, Marcieu im Nordosten und Osten, Mayres-Savel im Osten und Südosten, Lavars im Süden, Roissard im Südwesten und Westen sowie Monestier-de-Clermont im Westen und Nordwesten.

## Bevölkerungsentwicklung
| Jahr                       | 1962 | 1968 | 1975 | 1982 | 1990 | 1999 | 2006 | 2013 | 2021 |
| -------------------------- | ---- | ---- | ---- | ---- | ---- | ---- | ---- | ---- | ---- |
| Einwohner                  | 67   | 57   | 53   | 69   | 78   | 129  | 208  | 262  | 272  |
| Quellen: Cassini und INSEE |      |      |      |      |      |      |      |      |      |

## Sehenswürdigkeiten
- Kirche Notre-Dame-de-l'Assomption
- Schloss Herbelon aus dem Jahre 1603

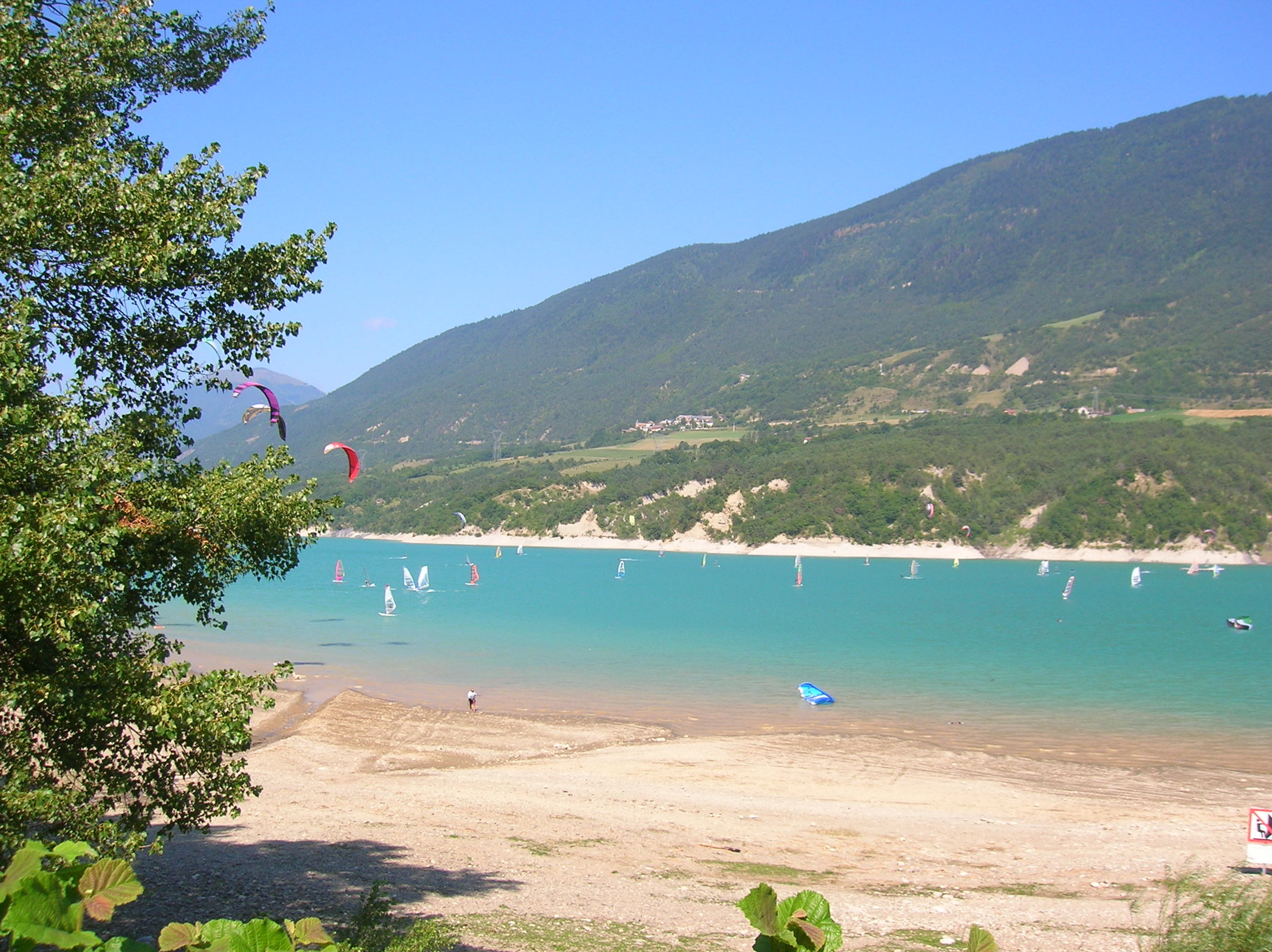
Strand am Stausee Lac de Monteynard
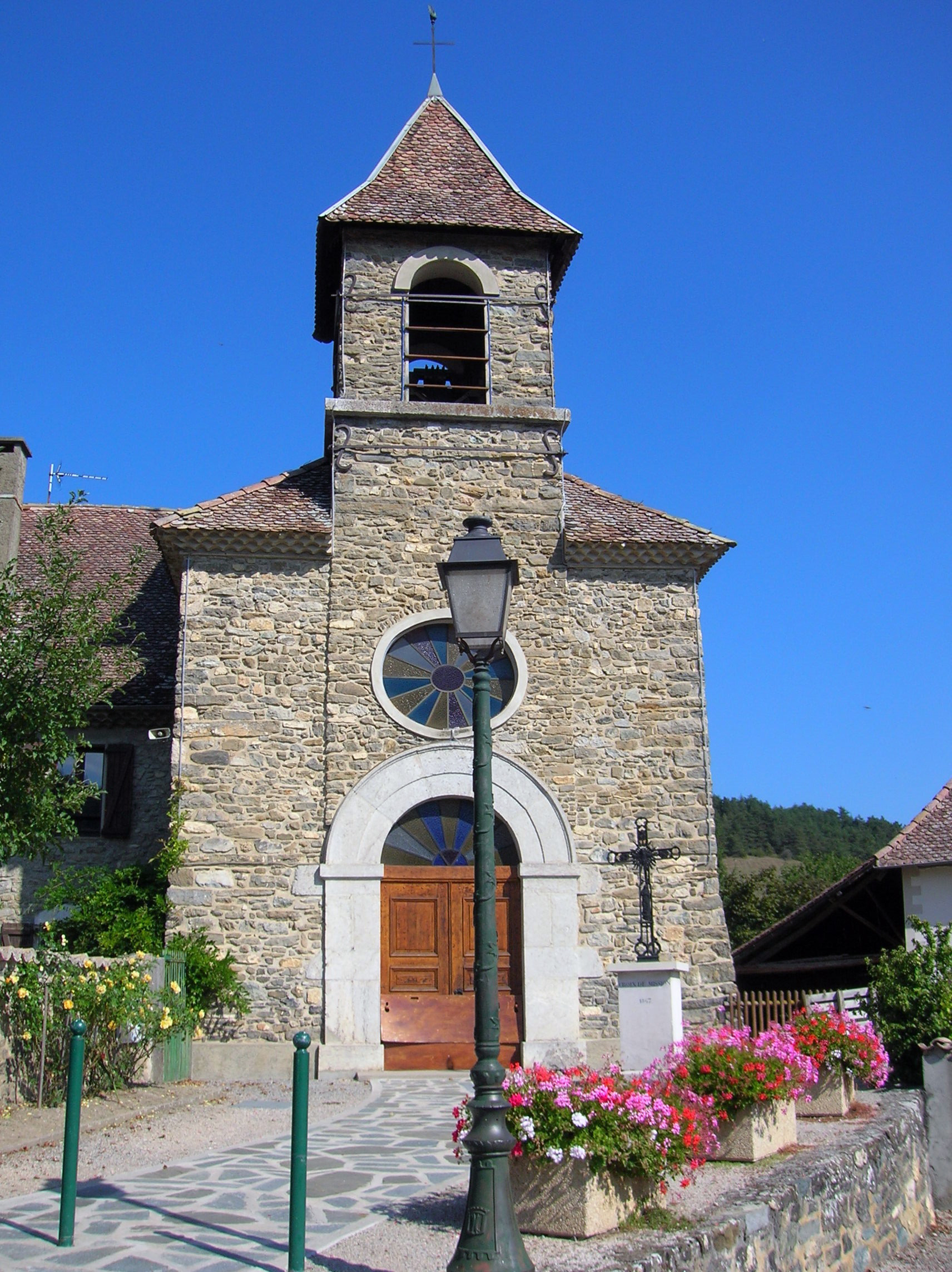
Kirche Notre-Dame-de-l'Assomption
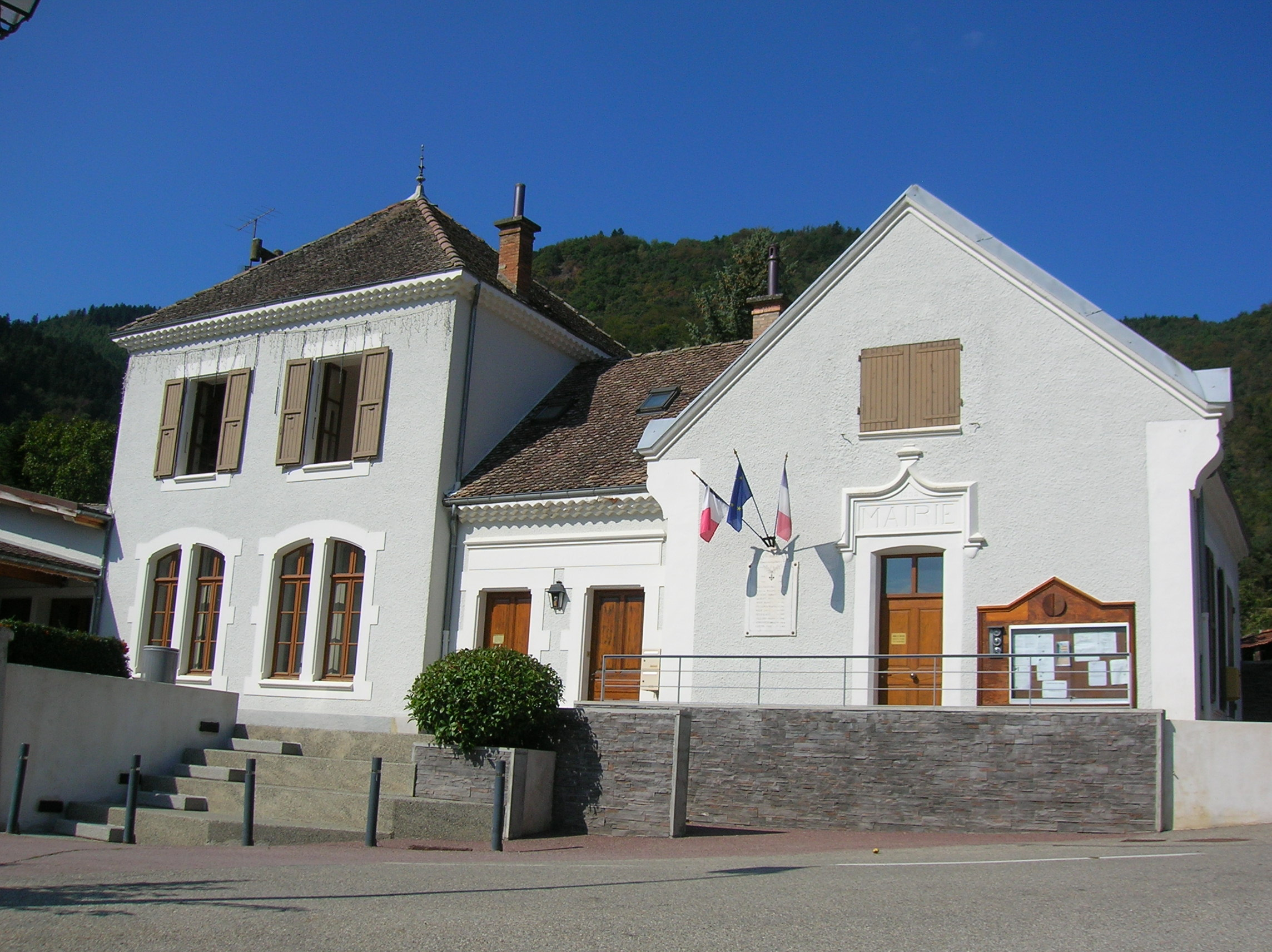
Rathaus (mairie)
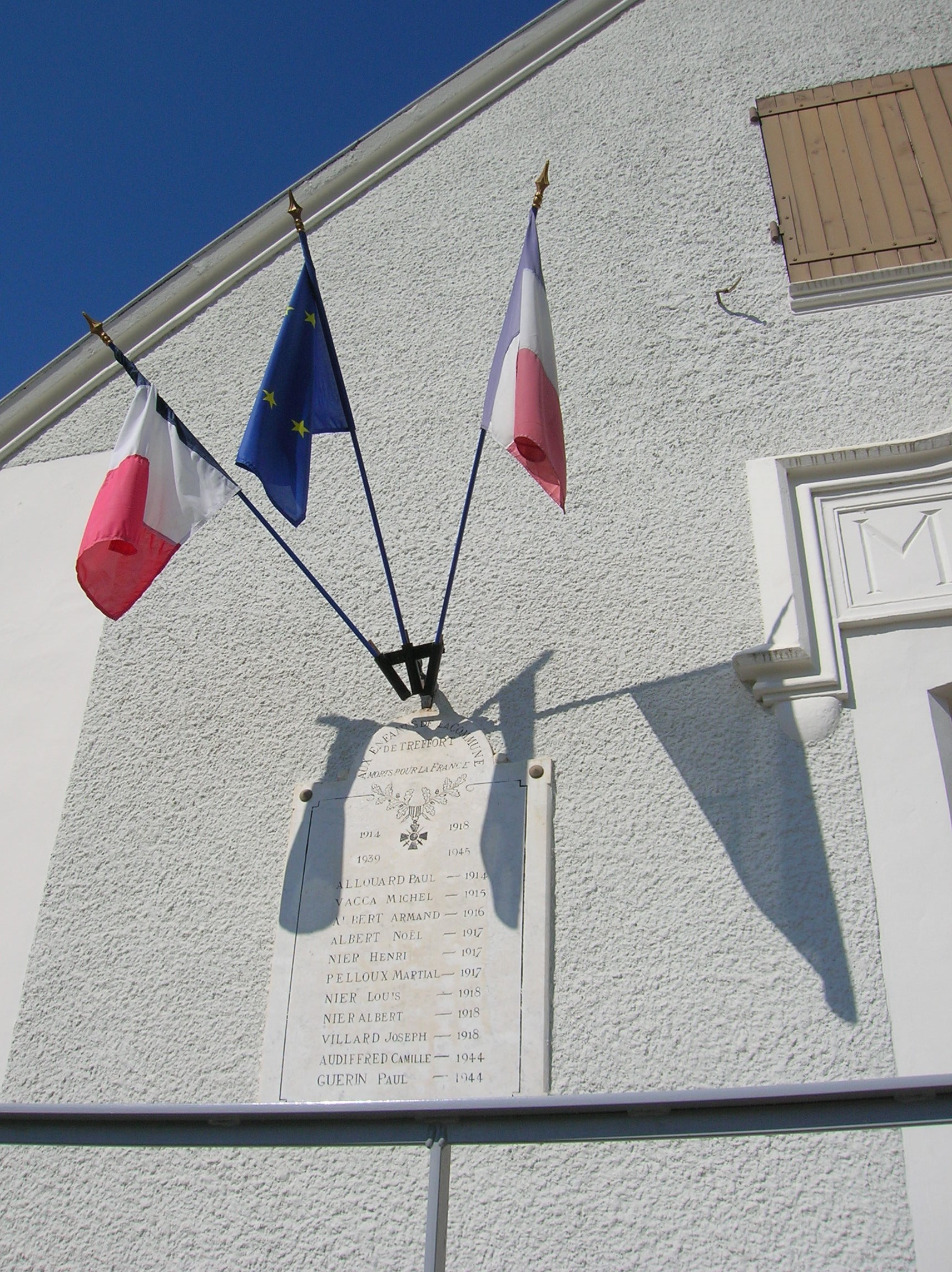
Gefallenendenkmal